# Драгарино
Драгарино (мкд. Драгарино) је насеље у Северној Македонији, у јужном делу државе. Драгарино припада општини Битољ.

## Географија
Насеље Драгарино је смештено у јужном делу Северне Македоније. Од најближег већег града, Битоља, насеље је удаљено 9 km северно.
Драгарино се налази у западном делу Пелагоније, највеће висоравни Северне Македоније. Насељски атар је на североистоку равничарски, док се на југозападу издиже Облаковска планина. Северно од села тече речица Шемница. Надморска висина насеља је приближно 650 метара.
Клима у насељу је умереноконтинентална.

## Становништво
Драгарино је према последњем попису из 2021. године имало 84 становника.
| Национални састав према попису из 2021.‍ | Национални састав према попису из 2021.‍ | Национални састав према попису из 2021.‍ | Национални састав према попису из 2021.‍ | Национални састав према попису из 2021.‍ |
| --------------------------------------- | --------------------------------------- | --------------------------------------- | --------------------------------------- | --------------------------------------- |
|                                         |                                         |                                         |                                         |                                         |
| Македонци                               | Македонци                               |                                         | 77                                      | 91,7%                                   |
| непописани                              | непописани                              |                                         | 7                                       | 8,3%                                    |

Већинска вероисповест био је православље.